# San Sebastián, Querétaro
San Sebastián är en ort i Mexiko.   Den ligger i kommunen Querétaro och delstaten Querétaro Arteaga, i den centrala delen av landet, 190 km nordväst om huvudstaden Mexico City. San Sebastián ligger 1 801 meter över havet och antalet invånare är 428.
Terrängen runt San Sebastián är platt västerut, men österut är den kuperad. Runt San Sebastián är det tätbefolkat, med 849 invånare per kvadratkilometer. Närmaste större samhälle är Santiago de Querétaro, 6,5 km öster om San Sebastián. Runt San Sebastián är det i huvudsak tätbebyggt.